# Anselmo Petite
Anselmo Petite (7 d'abril de 1744, Villalpando - † ?) fou un abat benedictí del monestir de San Millán de la Cogolla i un dels primers traductors dels Evangelis al castellà.
Va prendre l'hàbit benedictí a San Millán de la Cogolla el 25 de febrer del 1760 i professà l'1 de març del 1761. Estudià a Irache del 1762 al 1763, a Salamanca, Valladolid i Madrid. Obtingué la carrera de magisteri, que exercí com a passant a Irache del 1770 al 1773. Allà s'hi graduà a més en teologia, filosofia i cànons. Fou lector de Sagrada Teologia i dues vegades abat del monestir de San Millán de la Cogolla, abans de ser visitador general de Sant Benet. Com a abat fou molt actiu, entre el 1778 i el 1781 realitzà algunes obres al claustre i recol·locà 24 llenços que hi havia de fra Juan Ricci. Quan el 1782 la Inquisició permeté la traducció de la Bíblia al castellà, el pare Felipe Scio de Sant Miquel feu una edició íntegra i bilingüe de l'obra amb cares il·lustracions, però ell ja havia emprès la dels Psalms i la dels Evangelis. Tot i que era normal que les edicions fossin bilingües, algunes de les seves dels Evangelis, realitzades directament des de la Vulgata, prescindiren del text llatí: per això fou el primer a realitzar edicions populars de l'obra més a l'abast del públic atès que eren més barates. A poc a poc, tanmateix, la seva versió fou quedant relegada per la dels pares José Petisco i Fèlix Torres i Amat de Palou.
La versió de Petite és literal i té una introducció apologètica de la traducció vernacla. Les notes són netament patrístiques, i cita en especial Sant Joan Crisòstom i Sant Agustí, encara que també n'hi ha d'altres expositors i sants, per exemple del dominic Natalis Alexandri.

## Obres
- Los Santos Evangelios traducidos al castellano con notas, Madrid: Imprenta Real, 1788.
- Los Salmos penitenciales en latín y en castellano según acostumbra rezarlos nuestra madre la Iglesia con sus preces y también la oración Angelus Domini para la mañana medio día y noche, Barcelona: Viuda Piferrer, 1786.
- Los Salmos graduales en latín y castellano, con sus versos y oraciones, y una Glosa de afectos morales sobre cada verso Valladolid: Viuda de Tomás de Santander, 1784.
- Conducta de confesores en el tribunal de la penitencia: según las Instrucciones de San Carlos Borromeo y la doctrina de San Francisco de Sales... Madrid: Imprenta de Benito Cano, 1790 (es traducción).
- Conducta de las almas en el camino de la salvación, para servir de suplemento à la conducta de los confesores en el tribunal de la penitencia... Madrid: Imprenta Real, 1796.